# Гигантски дървесен сцинк
Гигантските дървесни сцинкове (Corucia zebrata), наричани също гигантски ловкоопашати сцинкове, са вид влечуги от семейство Сцинкови (Scincidae), единствен представител на род Corucia.

## Разпространение
Разпространени са в екваториалните гори на архипелага Соломонови острови, на територията на Соломоновите острови и Папуа Нова Гвинея.

## Описание
Те са най-едрият вид сцинкове и достигат 81 см дължина на тялото с опашката.

## Хранене
Живеят по дърветата и се хранят с листа, цветове, плодове и млади клонки.